# Gøran Sørloth
Gøran Sørloth (Kristiansund, 16 luglio 1962) è un ex calciatore norvegese.

## Biografia
Anche suo figlio Alexander è un calciatore.

## Carriera
Nel campionato norvegese, ha segnato 74 reti in 174 match per il Rosenborg e con loro vinse per cinque volte il titolo. Segnò anche 15 reti in 55 partite con la nazionale norvegese. In carriera ha giocato anche per il Borussia Mönchengladbach, Bursaspor e Viking.

## Palmarès

### Club
- Campionato norvegese: 5

Rosenborg: 1985, 1988, 1990, 1992, 1993
- Coppa di Norvegia: 3

Rosenborg: 1988, 1990, 1992

### Individuale
- Gullklokka

1989
- Attaccante dell'anno del campionato norvegese: 2

1991, 1992